# Rodrigo Calderón
Don Rodrigo Calderón, hrabia Oliva, markiz Siete Iglesias (ok. 1570 w Antwerpii, 21 października 1621 w Madrycie) – kawaler orderu Santiago, hiszpański polityk, faworyt księcia Lerma. Stracony z rozkazu króla Filipa IV.

## Życiorys

### Dzieciństwo i młodość

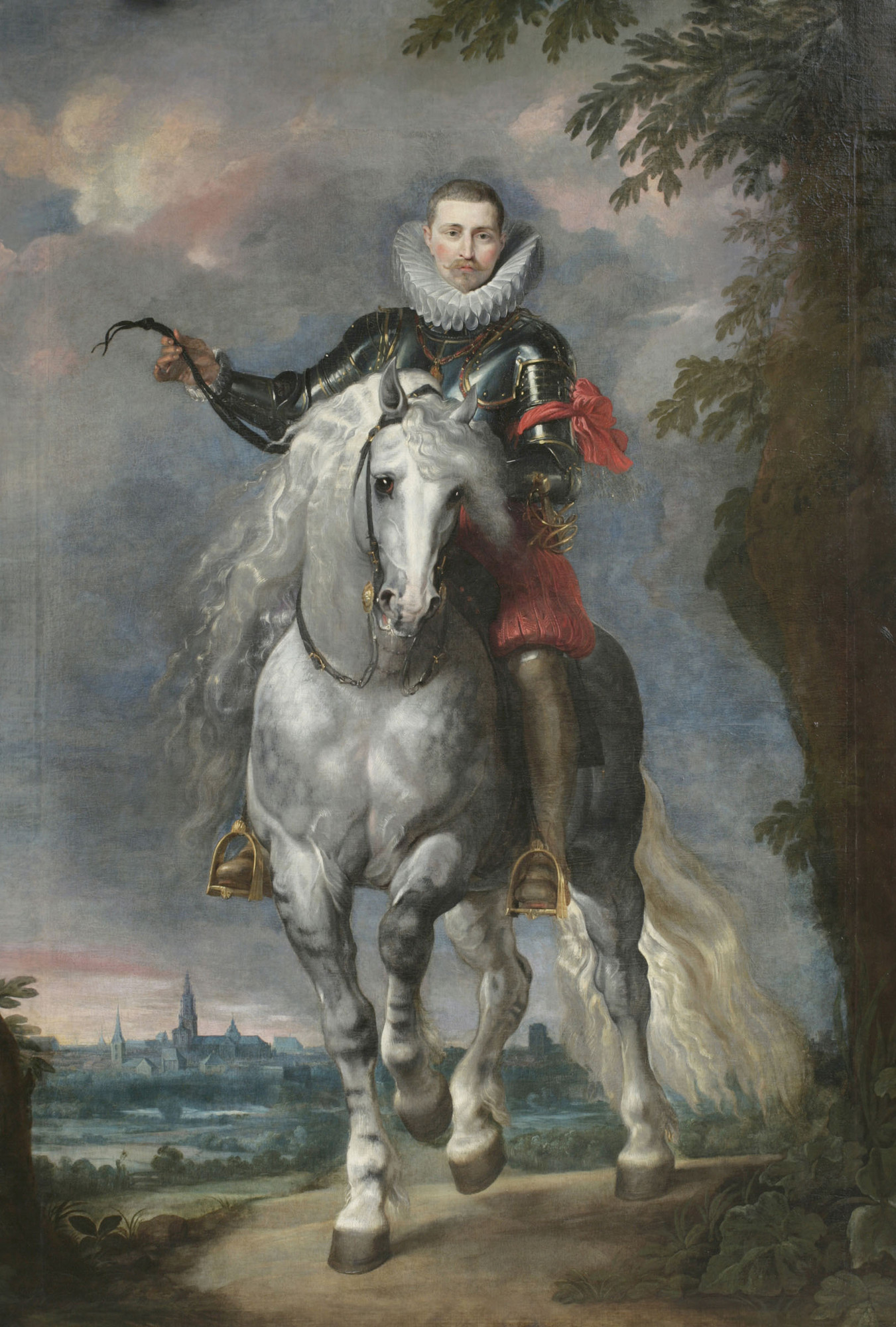
Rodrigo Calderón, Conde de la Oliva de Plasencia, painted by Peter Paul Rubens

Jego ojciec Don Francisco Calderón, członek kastylijskiej rodziny nobilitowanej przez Karola I, był kapitanem w armii hiszpańskiej, który dzięki poparciu syna został mianowany comendador mayor Aragonii. Jego matka była Flamandką, on sam zaś twierdził, że była szlacheckiego pochodzenia i nazywał ją María Sandelin. Zdaniem niektórych autorów była ona kochanką, a następnie żoną Francisco Calderóna, zaś Rodrigo był dzieckiem nieślubnym. Po śmierci Maríi Sandelin jego ojciec ożenił się po raz drugi w Valladolid. Stary Don Francisco wystarał się o posadę pazia dla syna w domu wicekanclerza Aragonii (vicechanciller de Aragón).

### El valido del valido
W 1599 r. Rodrigo wstąpił na służbę u księcia Lerma jako sekretarz. W tym samym roku Lerma stał się faktycznym władcą imperium hiszpańskiego przejmując za zgodą Filipa III większość jego obowiązków. Natomiast Rodrigo dzięki swemu zaangażowaniu i braku skrupułów został zaufanym agentem Lermy. Na pełnym intryg dworze Filipa III, Don Rodrigo wyróżniał się bezczelnością, chciwością i wyniosłością. Został hrabią Oliva, rycerzem Santiago, commendadorem Ocañy, kapitanem Gwardii Teutońskiej (Capitán de la Guardia Alemana), członkiem Rady Państwa oraz sekretarzem króla (secretario de cámara). Jako prawa ręka Lermy nazywany był faworytem faworyta (El valido del valido). Kradł, gdzie tylko mógł oraz zawarł niezwykle korzystny związek małżeński z Iñes de Vargas.
Jako zuchwały dorobkiewicz był szczególnie znienawidzony przez wrogów Lermy. Za sprawą dwóch wpływowych osób na dworze, franciszkanina Juana de Santa Maria oraz siostry Mariany de San José (przeorysza klasztoru La Encarnación w Madrycie), stronników królowej Małgorzaty Austriaczki oraz przyjaciół i zaufanych króla, Don Rodrigo został pozbawiony w 1612 r. urzędu królewskiego sekretarza. Calderón schronił się wówczas pod skrzydła swego protektora księcia Lerma.
Gdy królowa Małgorzata w październiku 1611 r. zmarła w połogu, Rodrigo został oskarżony o przyczynienie się do jej śmierci za pomocą czarów. W roku następnym został wysłany do Flandrii z misją specjalną i po powrocie w 1614 r. został mianowany markizem Siete Iglesias (Marqués de las Siete Iglesias); od nazwy miejscowości nazywany jest często Siete Iglesias (Siedem Kościołów). Wkrótce również stało się powszechnie wiadome, że zlecił zabójstwo Francisco de Juarasa. Oskarżano go również o śmierć Agustína de Avila oraz Francisco de Zuaga. Jego zaciętym wrogiem był faworyt infanta Filipa, hrabia Olivares.

### Śmierć

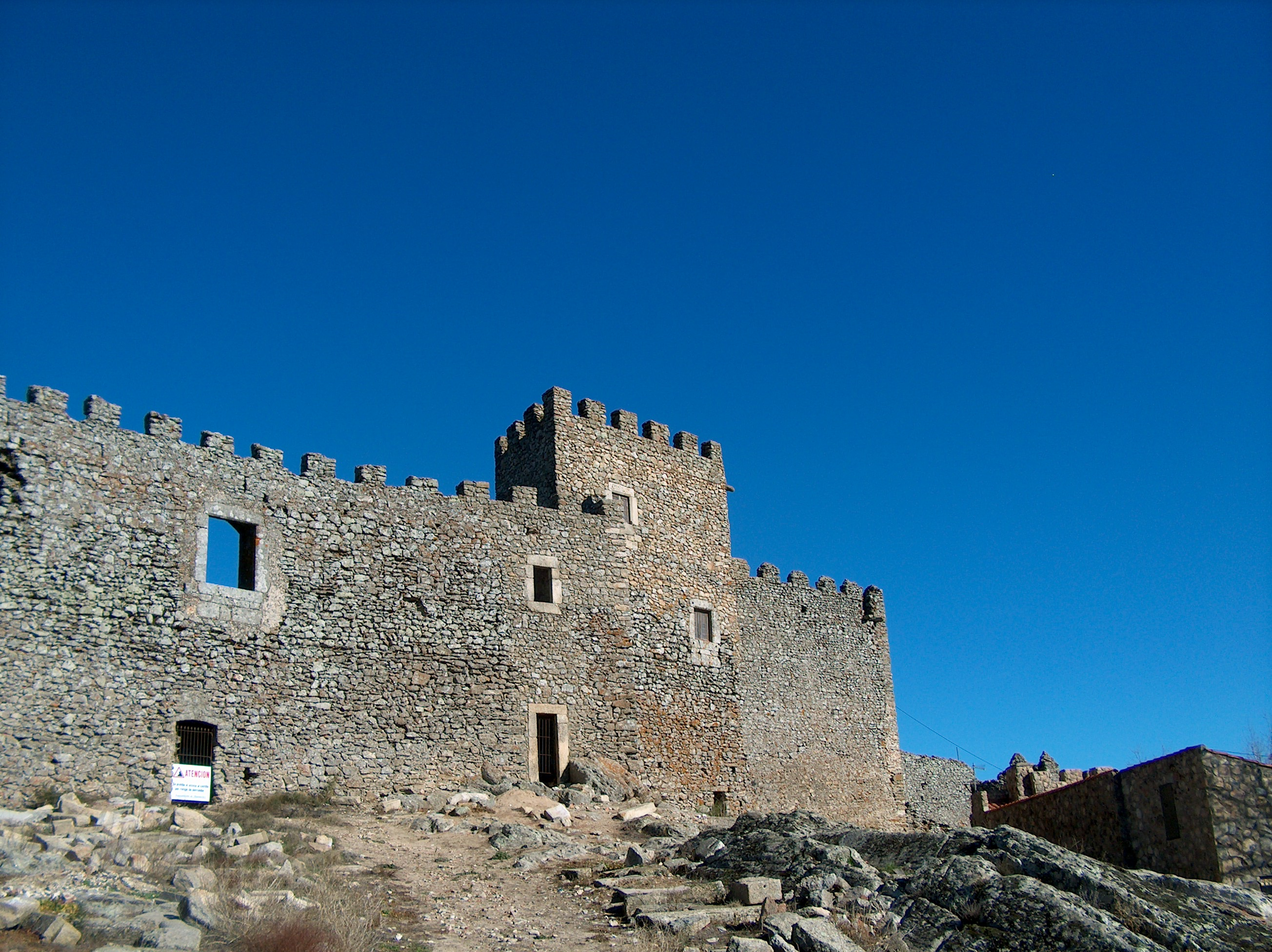
Castillo de Montánchez, gdzie więziony był Calderón

Gdy w 1618 książę Lerma wypadł z łask królewskich na skutek intryg własnego syna księcia Uceda, brata Aliagi oraz Olivaresa, uzyskując oficjalne pozwolenie na opuszczenie dworu, Don Rodrigo stał się ofiarą polityki swego protektora poświęconą dla ukontentowania żądnego sprawiedliwości ludu (Lerma zdołał się zabezpieczyć uzyskując biret kardynała San Sisto). Został aresztowany (20 lutego 1619) i uwięziony w zamku Montánchez, a następnie torturowany (7 stycznia 1620), by wydobyć z niego przyznanie się do winy w zakresie szeregu postawionych mu zarzutów o morderstwa i czary. Siete Iglesias przyznał się do zabójstwa Juarasa, twierdząc że był on stręczycielem. Zaprzeczył jednakże wszystkim pozostałym zarzutom. Jego nadzorcą był Alcalde de Cortes, Don Francisco de Arazábal, kawaler Orderu Santiago, który pilnował by więzień nie wyjawiał najskrytszych tajemnic Eskurialu. Żył nadzieją przebaczenia mu win, dopóki nie usłyszał dzwonów oznajmujących śmierć Filipa III 31 marca 1621 r. ¡El Rey es muerto, yo soy muerto también! "Król jest martwy i ja także jestem martwy!" - stwierdził.

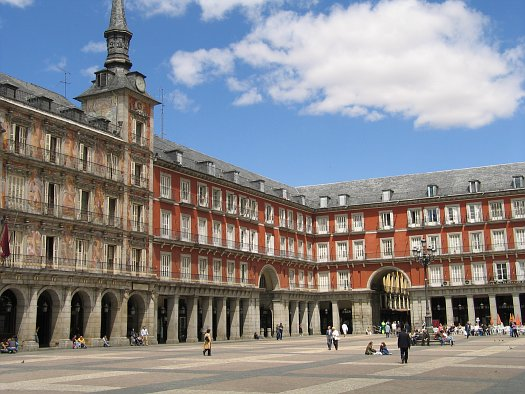
Plaza Mayor w Madrycie

Jednym z pierwszych postanowień nowego panowania było stracenie Don Rodriga (szczególnie zależało na tym faworytowi nowego króla Olivaresowi). Don Rodrigo został oficjalnie oskarżony o morderstwo, czary, korupcję, bezpodstawne wzbogacenie, oszustwo i 239 innych przestępstw. Jego egzekucja odbyła się 21 października 1621 na Plaza Mayor w Madrycie (jako szlachcic został ścięty toporem), wcześniej jednak Siete Iglesias zdołał pozyskać sobie współczucie ludu za sprawą przedwcześnie postarzałego oblicza i ostentacyjnemu pokazywaniu, że żałuje swych czynów. Niezwykłe poświęcenie jego żony również pomogło zmniejszyć nienawiść, jaka narosła wokół jego osoby. Pochowała ona następnie szczątki męża w klasztorze Porta Cœli w Valladolid, którego był swego czasu fundatorem.
Edward Bulwer-Lytton uczynił Don Rodriga bohaterem swego opowiadania "Calderon dworak" (Calderon the Courtier). Natomiast do dziś okazywanie niezwykłej dumy jest komentowane w krajach hiszpańskojęzycznych jako "con más orgullo que Don Rodrigo en la horca" (z większą dumą niż Don Rodrigo na szafocie).

## Mecenat artystyczny

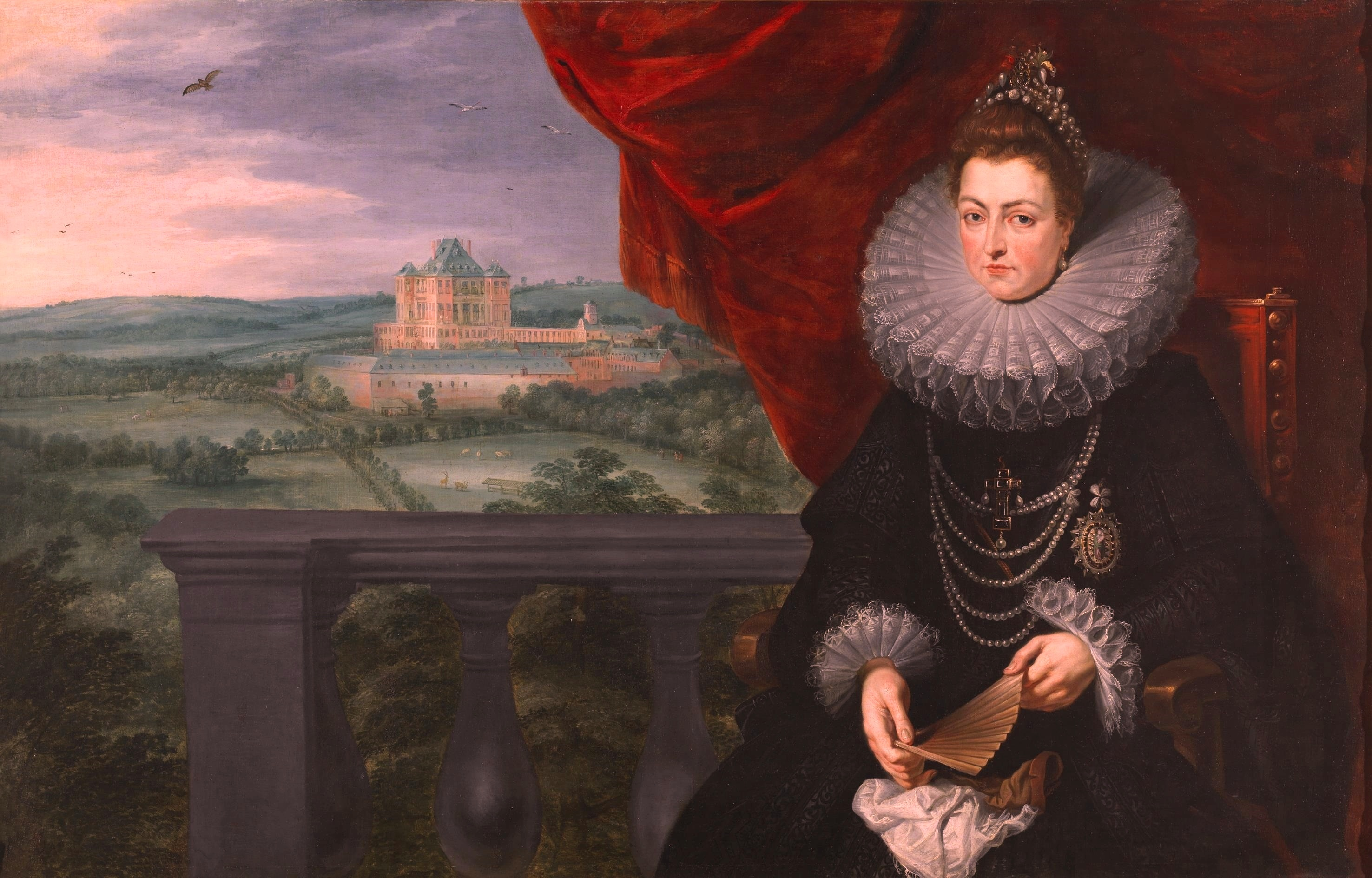
Portret infantki Izabeli Klary Eugenii, obraz autorstwa Petera Paula Rubensa i Jana Brueghla (1615)

Ufundował klasztor Nuestra Señora de Porta Cœli w Valladolid dla sióstr dominikanek (15 stycznia 1615) i u wybitnego malarza włoskiego Orazio Borgianniego zamówił obraz do ołtarza głównego nowo założonego kościoła. Do niego należał wspaniały stół ozdobiony techniką pietra dura (pietre dure). Blat tego stołu stanowiący jeden z najcenniejszych eksponatów Muzeum Prado wykonano w Rzymie ok. 1600 r. W posiadaniu Calderona był także obraz Rubensa przedstawiający Pokłon trzech króli, również przechowywany w Prado. Powstał on w 1609 r. na zamówienie Rady Miejskiej miasta Antwerpii w celu upamiętnienia rozejmu dwunastoletniego pomiędzy Hiszpanią a Zjednoczonymi Prowincjami. Wkrótce potem władze miasta podarowały obraz ambasadorowi króla Hiszpanii Don Rodrigowi, który wysłał go do Hiszpanii. Po śmierci Calderóna, gdy skonfiskowano jego majątek obraz trafił do kolekcji królewskiej.
Wśród innych dzieł Rubensa z kolekcji Don Rodriga należy wyróżnić portret arcyksięcia Alberta Austriackiego (ok. 1615) i infantki Izabeli Klary, a także liczne dzieła Otto van Veena i Pietera van Avonta, zbiór wspaniałych tapiserii flamandzkich, cennych mebli i biżuterii. Zachował się również konny portret Siete Iglesiasa autorstwa Rubensa z 1612 r., niewątpliwie inspirowany portretem księcia Lermy.